# ČSD E 669.0 sorozat
A ČSD E 669.0 sorozat (1988 után  a ČD 180 sorozat) egy csehszlovák Co'Co' tengelyelrendezésű villamosmozdony-sorozat volt. 1958 és 1959 között gyártotta a Škoda. 1996-ban selejtezték. Összesen két db épült a sorozatból.